# Rue du Commandeur
Pour les articles homonymes, voir Commandeur (homonymie).
La rue du Commandeur est une voie du 14e arrondissement de Paris, en France.

## Situation et accès
La rue du Commandeur est une voie publique située dans le 14e arrondissement de Paris. Elle débute au 11, rue Bezout et se termine au 35, rue Bezout.
La rue est parcourue en sous-sol par une galerie d'inspection des carrières suivant plus ou moins le même tracé et qui porte le même odonyme.

## Origine du nom
Pour Jacques Hillairet, la voie porte le nom du titre de commandeur, en mémoire du chef du prieuré hospitalier de Saint-Jean de Latran, qui se trouvait à l'emplacement de l'actuelle rue de Latran dans le 5e arrondissement, et qui était propriétaire des fiefs de Moque Souris, ou Montsouris, et de la Tombe-Issoire au XVIe siècle. La commanderie, composée d’une grande maison et d’une ferme avec ses dépendances, est située à l’intersection des rues de la Tombe-Issoire,  Dareau et de l’avenue René-Coty.
Quant à Gustave Pessard, il indique qu'il s'agit du nom du propriétaire le colonel Toutan Pieut colonel qui était commandeur de la Légion d'honneur.

## Historique

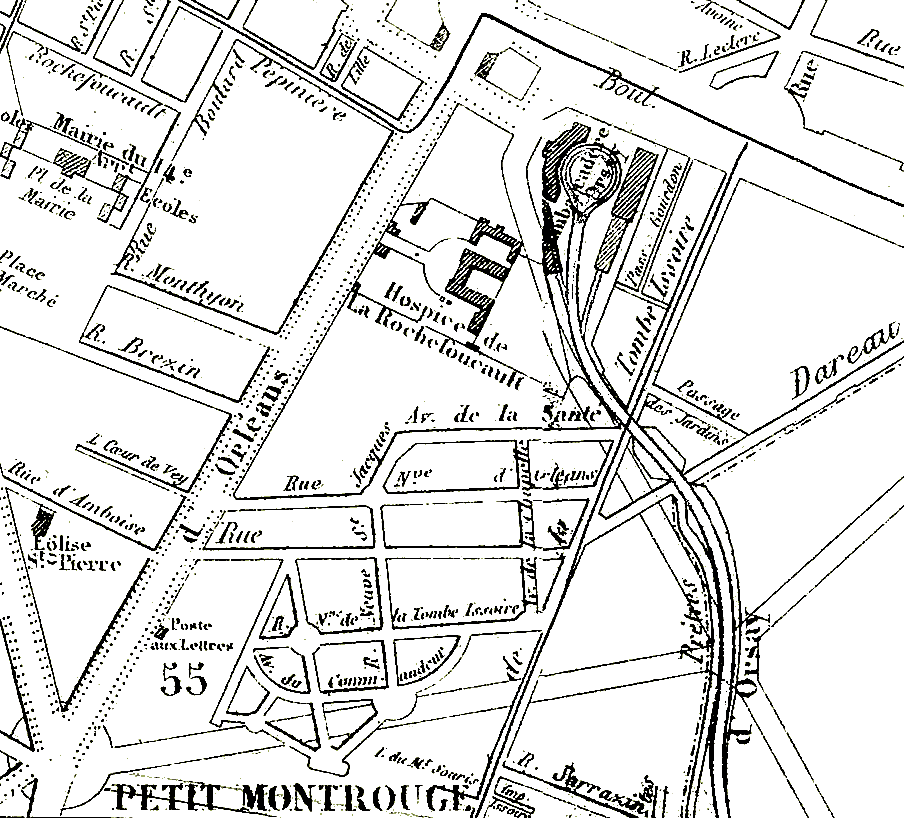
Carte du 14e arrondissement de Paris (extrait) d'Andriveau-Goujon, de 1868, sur laquelle la voie figure comme avenue du Commandeur.

Sous le nom d'« avenue du Commandeur »  cette voie, alors située au Petit-Montrouge, territoire de la commune de Montrouge annexé à Paris en 1860, fait partie du village d'Orléans ou quartier d’Orléans ou encore quartier de la Commanderie créé au cours des années 1830 par Léopold Javal par lotissement de terrains au sud de l'hospice de la Rochefoucauld (actuel hôpital La Rochefoucauld) entre la route d'Orléans (actuelle avenue du Général-Leclerc) et la rue de la Tombe-Issoire.
La rue du Commandeur figure sur les plans d'Andriveau-Goujon de 1846 (non nommée) et de 1868 (avenue du Commandeur).
Elle est devenue la « rue du Commandeur » par arrêté du 1er février 1877.

## Bâtiments remarquables et lieux de mémoire
- No 11 : le 21 décembre 1927, le peintre Albert Lemasson (1892-1982) et son  épouse Marie-Louise Lebon-Desmottes (1902-1991), aquarelliste et relieuse d'art emménagent à cette adresse.
- Nos 13 et 15 : ensemble de deux immeubles d'habitation contemporains (1979[5]) percé au rez-de-chaussée d'une large ouverture — sécurisée par une grille — donnant sur l'ancienne « cité d'Alésia » (1869), précédemment « cité  Buffétrille[6] » du nom de son propriétaire. Cette cité débouche au 22/22 bis rue d'Alésia [7],[8]. Devenue propriété privée, elle est fermée depuis 1906[7].

No 15 : emplacement, en 1872, des ateliers Charnod chargés d'exécuter des travaux de restauration de la colonne Vendôme (1873), en parallèle avec les ateliers Monduit et Béchet de la rue de Chazelles.
- No 16 : immeuble d'ateliers (1972[10]) construit pour la Fondation Bartlett (1935) à l'emplacement d'un ancien atelier du sculpteur français Auguste Bartholdi (1834-1904) devenu ensuite celui du sculpteur américain et associé étranger de l'académie des beaux-arts de Paris Paul Wayland Bartlett (1865-1925). Selon le vœu de celui-ci, sa veuve en fait don à l'académie pour la fondation qui a vocation à mettre cet atelier, ainsi que deux autres construits en 1937 sur l'instigation de Madame Bartlett, à la disposition de sculpteurs pensionnaires de retour de leur séjour à la villa Médicis de Rome. Depuis la suppression du prix de Rome (1970), l'académie choisit les sculpteurs bénéficiaires librement, avec l'accord des héritiers de Madame Bartlett qui ont aussi été associés à la décision de détruire les trois ateliers devenus vétustes. Le nouvel immeuble contient cinq ateliers dont deux sont loués pour financer la fondation[11].